# Puszcza (województwo lubelskie)
Puszcza – wieś w Polsce położona w województwie lubelskim, w powiecie chełmskim, w gminie Żmudź.
W latach 1975–1998 miejscowość położona była w województwie chełmskim.
Według Narodowego Spisu Powszechnego z roku 2011 wieś liczyła 36 mieszkańców i była osiemnastą co do liczby ludności miejscowością gminy.

## Części wsi
| SIMC    | Nazwa     | Rodzaj    |
| ------- | --------- | --------- |
| 1027018 | Antonin   | część wsi |
| 1027082 | Kępa      | część wsi |
| 1027107 | Mariampol | część wsi |

- Mariampol – w wieku XIX kolonia w powiecie chełmskim, gminie Żmudź[8].